# 鹿兒島聯足球會
鹿兒島聯足球會 (日语：鹿児島ユナイテッドFC，Kagoshima united FC)，是日本的一支足球會，位於日本鹿兒島市，是鹿兒島Volca及FC鹿兒島這兩支球會合併而成，在合併前他們在九州足球聯賽作賽。現時在日本職業足球丙級聯賽作賽，他們的二隊仍然留在九洲聯賽。另外，由於他們最近已取得百年計劃成功加盟，他們若戰績理想有機會升班至日丙。在2014年，他們的日足聯球季26戰取得57分獲得亞軍，但當時球會未取得牌照。2015年，季初表現出色，首三場取得全勝，最終於日足聯獲得第四位，於前四球隊中唯一取得日丙牌照而升班。